# Валер'ян Федорчук
Валер'ян Федорчук (*1913 —1990) — український громадський діяч у Швеції.

## Життєпис
Народився 1913 року у селі Городок — на той час Російська імперія (тепер Рівненський район Рівненської області, Україна). Син Петра Івановича Федорчука, садівника в маєтку барона Ф. Р. Штейнгеля. Закінчив тут початкову школу. За часів II Речі Посполитої навчався у півненській приватній гімназії, проте не отримав атестату зрілості. Потім завербувався на корабель. До Другої світової війни працював на кораблях шести держав. Побував у Великій Британії, в Нар'ян-Марі (Ненецька область Росії), де ладував ліс. До весни 1940 року ходив у конвоях між Скандинавією та Великою Британією.
Після окупацією німецькими військами Норвегії мореплавство припинилося. Тому Федорчук оселився на півночі Швеції, де завів пасіку. У 1941 році одружився зі шведкою Рейлі Хагблад та перебрався до передмістя Стокгольму. Тут пройшов курс навігації при стокгольмській навігаційній школі.
Після Другої світової війни долучився до допомоги інтернованим та колишнім військовополененим, що оселилися в Швеції. У 1947 році став одним з ініціаторів створення української громадської організації, що здобула назву Українська громада в Швеції. Валер'ян Федорчук став першим її головою, яким залишався до 1952 року.
У 1955 року завербувався на шведський корабель офіцером-штурманом. З цього часу працював на кораблях різних компаній (ходили переважно в Індійському та Тихому океанах) до 1970 року. Водночас повсякчас фінансового підтримував Українську громаду в Швеції та встановлював зв'язки з українською діаспорою в інших країнах. Через хворобу залишив мореплавство й остаточно оселився на хуторі, де знову завів пасіку.
Помер у 1990 році.